# Jamie Cope
Jamie Cope (* 12. September 1985 in Stoke-on-Trent) ist ein englischer Snookerspieler. Zwischen 2002 und 2017 spielte er mit einem Jahr Unterbrechung 14 Jahre lang auf der Profitour und gehörte mehrere Jahre zu den Top 20 der Weltrangliste. Zweimal stand er im Finale eines Ranglistenturniers.

## Karriere

### Anfänge
Mit acht Jahren begann Jamie Cope neben dem Fußball mit Snooker. Er betrieb lange beide Sportarten erfolgreich, bevor er sich mit 14 Jahren für den Billardsport entschied. Er war einer der erfolgreichsten Jugendspieler und gewann an die 50 Jugend- und Amateurturniere. 1999 erreichte er bei einem Erwachsenenturnier mit Amateuren und Profis (Pontin’s Open in Prestatyn) die Runde der letzten 32. Er war auch Teil der Jugendauswahl des englischen Snookerverbands und holte Titel in Teamwettbewerben.
In der Saison 2001/02 nahm er erfolgreich an Turnieren der WSA Open Tour teil und qualifizierte sich 2002 mit 17 Jahren für die Snooker Main Tour. Bei seinem ersten Profiturnier, dem LG Cup 2002 kam er bereits in Runde 4 und besiegte dabei unter anderem Stuart Pettman. Bei zwei weiteren Ranglistenturnieren erreichte er Runde 3. In der zweiten Saisonhälfte blieb er jedoch sieglos. Im Jahr darauf stand er bei der UK Championship in der 4. Runde. Daneben gewann er noch einige Auftaktmatches, aber insgesamt reichte es nach zwei Jahren nur für Platz 89 der Weltrangliste und er verlor seinen Profistatus wieder.

### Erfolgsjahre
In der Saison 2004/05 spielte er daher wieder in der Challenge Tour, um die Rückkehr zu schaffen. Er gewann zwei der vier Turniere und erreichte ein weiteres Mal das Achtelfinale. Damit wurde er souveräner Toursieger und sicherte sich für die Saison 2005/06 wieder ein Profiticket. Schon beim Grand Prix, dem Nachfolgeturnier des LG Cup, übertraf er mit dem Erreichen des Achtelfinals sein bestes Profiergebnis. Bei den Welsh Open und den China Open wiederholte er das Ergebnis und besiegte dabei unter anderem Spieler wie Steve Davis, John Parrott und Alan McManus. Damit schaffte er es schon im ersten Jahr unter die Top 48 der Weltrangliste. Im Jahr darauf war es erneut der Grand Prix, der eine erfolgreiche Saison einleitete. Er qualifizierte sich zwar nur knapp für die Endrunde, erzielte in der Gruppenphase das erste Maximum Break seiner Karriere. Danach erreichte er mit Siegen über Joe Perry und Mark King sein erstes Ranglistenfinale, das er gegen Neil Robertson mit 5:9 verlor. Bereits bei den China Open folgte sein zweites Finale, bei dem er diesmal Graeme Dott mit demselben Ergebnis unterlag. Zuvor hatte er im Halbfinale Barry Hawkins im Entscheidungsframe, der erst mit der letzten schwarzen Kugel entschieden wurde, mit 6:5 besiegt. Obwohl es ansonsten sehr viele Auftaktniederlagen gab, gehörte er nach der Saison bereits zu den Top 22 der Welt.
In den folgenden Jahren stagnierte die Leistung von Jamie Cope. Zwar erreichte er beständig die Hauptrunden der Turniere, fast immer war dann aber spätestens im Achtelfinale Schluss. Nur bei der UK Championship 2007 und dem Grand Prix 2008 erreichte er das Viertelfinale. Im Achtelfinale des Shanghai Masters 2008 spielte Cope zwar sein zweites offizielles Maximum Break, schied jedoch gegen Mark Williams mit 2:5 aus. Bei der Weltmeisterschaft 2008 erreichte er erstmals das Hauptturnier im Crucible Theatre, im Jahr darauf kam er ins Achtelfinale. Bis 2010 hielt er so zwar seine Ranglistenposition, verpasste aber den Vorstoß in die Top 16, die automatisch für die Endrunden und die großen Einladungsturniere qualifiziert waren.
In der Saison 2010/11 erhöhte sich dann durch die Einführung der Players Tour Championship (PTC) die Zahl der Turniere erheblich. Gleich beim ersten Turnier der neuen Serie erreichte er nach einem 4:0-Sieg über Ronnie O’Sullivan das Halbfinale und verlor nur knapp mit 3:4 gegen Mark Williams. Die anderen dieser Kleinturniere verliefen eher wechselhaft, einmal erreichte er noch das Achtelfinale. Beim Shanghai Masters erreichte er im selben Jahr auch bei einem großen Turnier das Halbfinale und damit sein drittbestes Main-Tour-Ergebnis. Da die Weltrangliste inzwischen fortlaufend aktualisiert wurde und er nach diesen Ergebnissen bis auf Platz 13 vorgerückt war, wurde er erstmals auch zum Masters eingeladen. Nach Siegen über Shaun Murphy und Mark King kam er auch dort ins Halbfinale, wo er gegen Ding Junhui verlor. Zwar verpasste er es, bei anderen Turnieren nachzulegen, aber nach seinem zweiten Achtelfinale bei der WM im Crucible beendete er die Saison unter den Top 16.

### Erkrankung und Abstieg
Als er diesen Höhepunkt erreicht hatte, folgte ein großer Rückschlag. Eine motorische Störung mit der Bezeichnung Yips führte zu unkontrolliertem Zucken bei der Stoßbewegung. Lange Jahre kämpfte er mit psychologischen Mitteln gegen die Krankheit und um den Verbleib im Snookersport. In der Saison 2011/12 begann der große Einbruch. 6 Mal verlor er die Auftaktpartie bei Ranglistenturnieren, 2 Mal war im zweiten Spiel Schluss, nur bei den World Open erreichte er wenigstens das Achtelfinale.  Auch bei den PTC-Turnieren kam er meistens nicht weit, das Viertelfinale beim vierten Turnier in Sheffield war das beste Ergebnis. Im nachfolgenden Turnier an selber Stelle erzielte er in Runde 3 das dritte Maximum Break seiner Karriere. Danach verlor er aber sein Achtelfinalmatch gegen Judd Trump mit 0:4. Im Jahr darauf kamen zwar fünf Achtelfinals bei Ranking- und Minor-Ranking-Turnieren hinzu, aber sonst nur wenig mehr. Damit konnte er in der Zweijahreswertung die zuvor gewonnenen Punkte nicht verteidigen und er fiel nicht nur aus den Top 16, sondern bis auf Platz 38 zurück. Und der freie Fall setzte sich auch in den folgenden beiden Jahren fort. Nicht einmal bei den PTC-Turnieren kam er über die dritte Runde hinaus. Nur seine fünfte Finalteilnahme bei der Weltmeisterschaft 2014 mit einem weiteren Sieg über Mark King und anschließend einer äußerst knappen 9:10-Niederlage gegen Shaun Murphy verzögerte den Verlust seines Profistatus. Platz 66 nach der Saison 2014/15 genügte dann aber nicht mehr für eine automatische Verlängerung.
Jamie Cope profitierte aber von einer Sonderwertung. Bei allen sechs europäischen Turnieren der Players Tour Championship hatte er entweder Runde 2 oder Runde 3 erreicht. In der Gesamtwertung, der European Tour Order of Merit, belegte er danach abzüglich der Top-64-Spieler Platz 4. Dafür bekam er eine neue Tour Card für die folgenden beiden Spielzeiten. Er musste wieder bei Null anfangen und mit dem Achtelfinaleinzug beim Paul Hunter Classic und anschließend auch beim Shanghai Masters mit einem 5:4-Sieg über Neil Robertson war er auf halbem Weg zur Rückkehr in die Top 64. Doch in der Saison 2016/17, in der es keine PTC-Turniere mehr gab, gelangen ihm nur ganze sechs Auftaktsiege in 17 Turnieren und Platz 76 in der Endabrechnung bedeuteten seinen zweiten Tourausschluss. Diesmal musste er über die Q School versuchen, seinen Tourplatz sofort zurückzugewinnen, aber im ersten Turnier scheiterte er im Gruppenhalbfinale an Paul Davison und auch die zweite Chance nutzte er nicht, so dass er nach 12 Jahren ohne Unterbrechung und 14 Jahren insgesamt seinen Profistatus wieder verlor.

### Breakbuilding
Jamie Cope ist nicht nur für seine schnelle Spielweise bekannt, die ihm den Spitznamen The Shotgun (Schrotflinte) einbrachte. Er erzielte insbesondere in seinen ersten Jahren auch viele hohe Breaks. Im Halbfinale des Hainan Classic spielte er 2011 als 40. Spieler überhaupt sein 100. offizielles Century-Break. Im selben Jahr gelang ihm auch sein drittes Maximum Break. So viele hatten zuvor nur fünf Spieler erzielt. Außerdem ist er der erste Spieler, bei dem das höchstmögliche Break von 155 Punkten (16 Reds Clearance) verbürgt ist. Die Punktzahl kommt mit Hilfe einer zusätzlich gewährten Kugel, einem so genannten Free Ball, zustande. 2005 spielte er es vor Zeugen in einem Trainingsspiel.